# Jagdgeschwader 138
138-ма винищувальна ескадра (нім. Jagdgeschwader 138 (JG 138) — винищувальна ескадра Люфтваффе напередодні Другої світової війни. 1 листопада 1938 року її формування пішли на створення 134-ї винищувальної ескадри (JG 231).

## Історія
138-ма винищувальна ескадра заснована 1 квітня 1938 року на аеродромі Відень-Асперн.

## Командування

### Командири
1-ша група (I./JG138)
- Гауптман Вільфрід фон Мюллер-Райнцбург (нім. Wilfried von Müller-Rienzburg) (1 квітня — 1 листопада 1938)

## Бойовий склад 138-ї винищувальної ескадри
- Штаб (Stab/JG138)
- 1-ша група (I./JG138)